# 疑难名
在二名法中，疑难名（直译：「可疑的名称」，缩写nom. dub.；其复数形式为nomina dubia），或称疑问名、疑名、可疑名称，是指用途未知、存疑或没有肯定用于某个分类单元的科学名称。

## 动物学

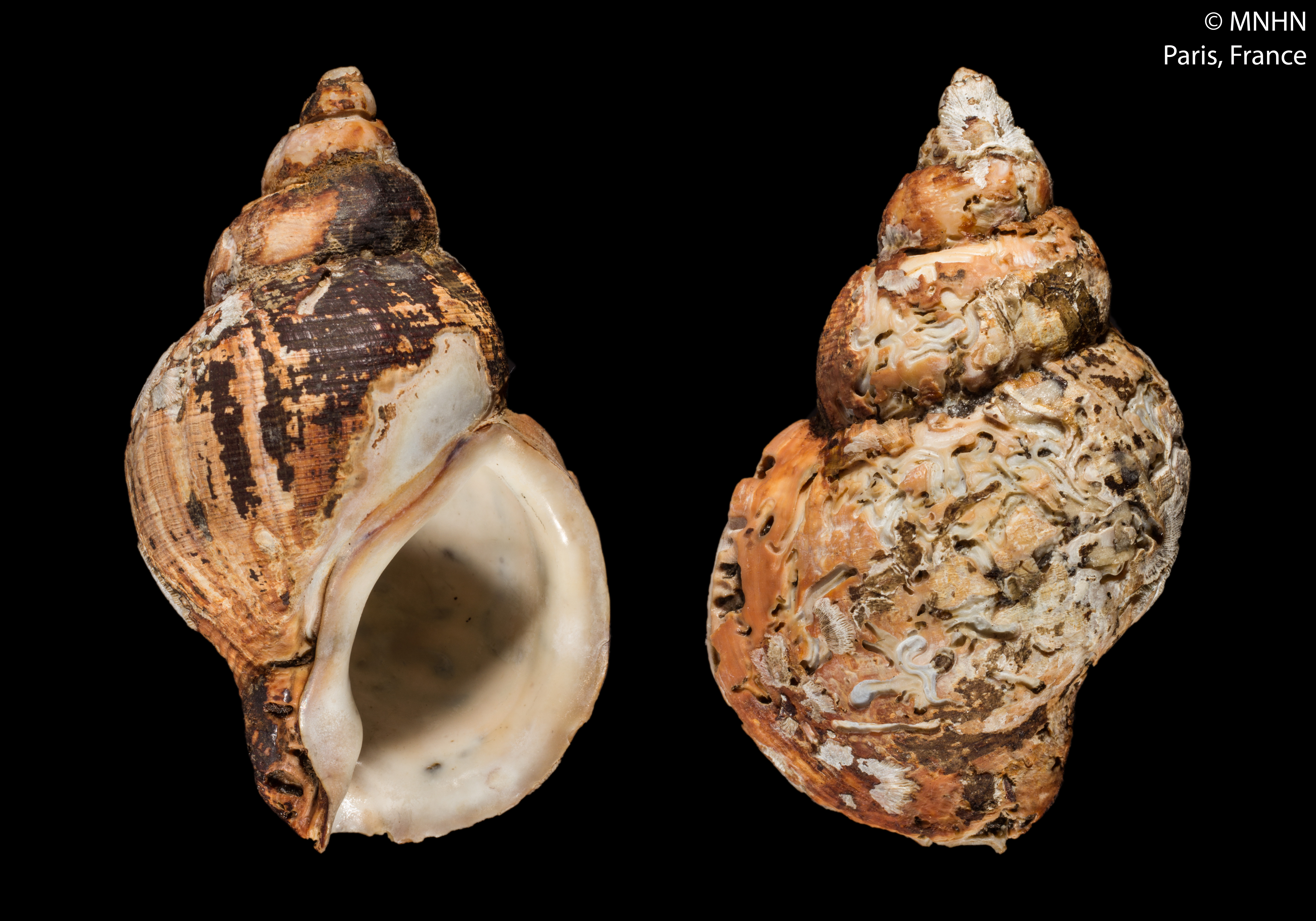
Tritonellium barthi Valenciennes, 1858（巴尔蒂峨螺 瓦朗西安纳，1858年）的保存标本 (疑难名)

如果出现“疑难名”，则可能无法确定标本是否属于该组。如果原始模式标本系列（即正模标本、同模标本、合模标本或副模标本）丢失或毁坏，则可能会发生这种情况。动物学和植物学规范允许在这种情况下选择新的模式标本，即新模本。
如果一个物种的载名模式残缺不全或缺乏重要的诊断特征（这种情况通常出现在仅以化石形式存在的物种中），则该物种也可能被视为“疑名物种”。为了维护名称的稳定性，《国际动物命名法规》允许在这种情况下选择一个新模式标本或新模式作为“疑难名”。
75.5.用新模式（样本）替代无法识别的载名模式。当作者认为某个名义物种群分类单元的分类学身份无法根据其现有的载名模式确定（即其名称为“疑名”），且其稳定性或普遍性因此受到威胁时，作者可以请求委员会根据其全权权力[第81条]撤销现有的载名模式，并指定一个新模式。
例如，类似鳄鱼的主龙类爬行动物Parasuchus hislopi Lydekker，在1885年是根据上颌额角／吻突（鼻子的一部分）进行描述的，但这已不足以将副鳄（Parasuchus）与其近亲区分开来。这使得希斯洛皮副鳄（Parasuchus hislopi）这个名字成为疑难名。2001年，一位古生物学家建议指定一个新的模式标本，即一具完整的骨骼。 国际动物命名法委员会考虑了此案，并于2003年同意用拟议的新模式标本取代原来的模式标本。

## 细菌学
在《细菌命名法》中，司法委员会可将“疑名”列入拒绝接受的名称清单。这些名称的含义尚不确定。其他可按此方式处理的名称类别（规则56a）包括：
- 含糊不清的名称，nomina ambigua，指具有多种含义的名称。
- 造成混淆的名称，nomina confusa，指基于混合文化的名称。
- 令人费解的名称，nomina perplexa，指容易混淆的名称。
- 危险的名称，nomina periculosa，指可能导致危及生命或健康的事故，或可能造成严重经济后果的名称。

## 植物学
在《植物命名法》中，短语疑难名（nomen dubium）不具备地位，尽管它非正式地用于指代那些使用起来容易混淆的名称。在这方面，其同义词（nomen ambiguum）的使用更为频繁。此类名称可能会被提议拒绝。

## 参阅
- 科学命名词汇表（英语：Glossary of scientific naming）
- 待调查物种（拉丁文：species inquirenda），一个身份存疑的物种，需要进一步研究
- 裸名（拉丁文：nomen nudum），一个没有描述（或例证）的名称
- 遗忘名（拉丁文：nomen oblitum），一个过时的名字